# او-۱۳۸ (کریگس‌مارینه)
او-۱۳۸ (به آلمانی: U-138) یک او-بوت کریگسمارینه بود.